# 가네모리 붉은 벽돌 창고

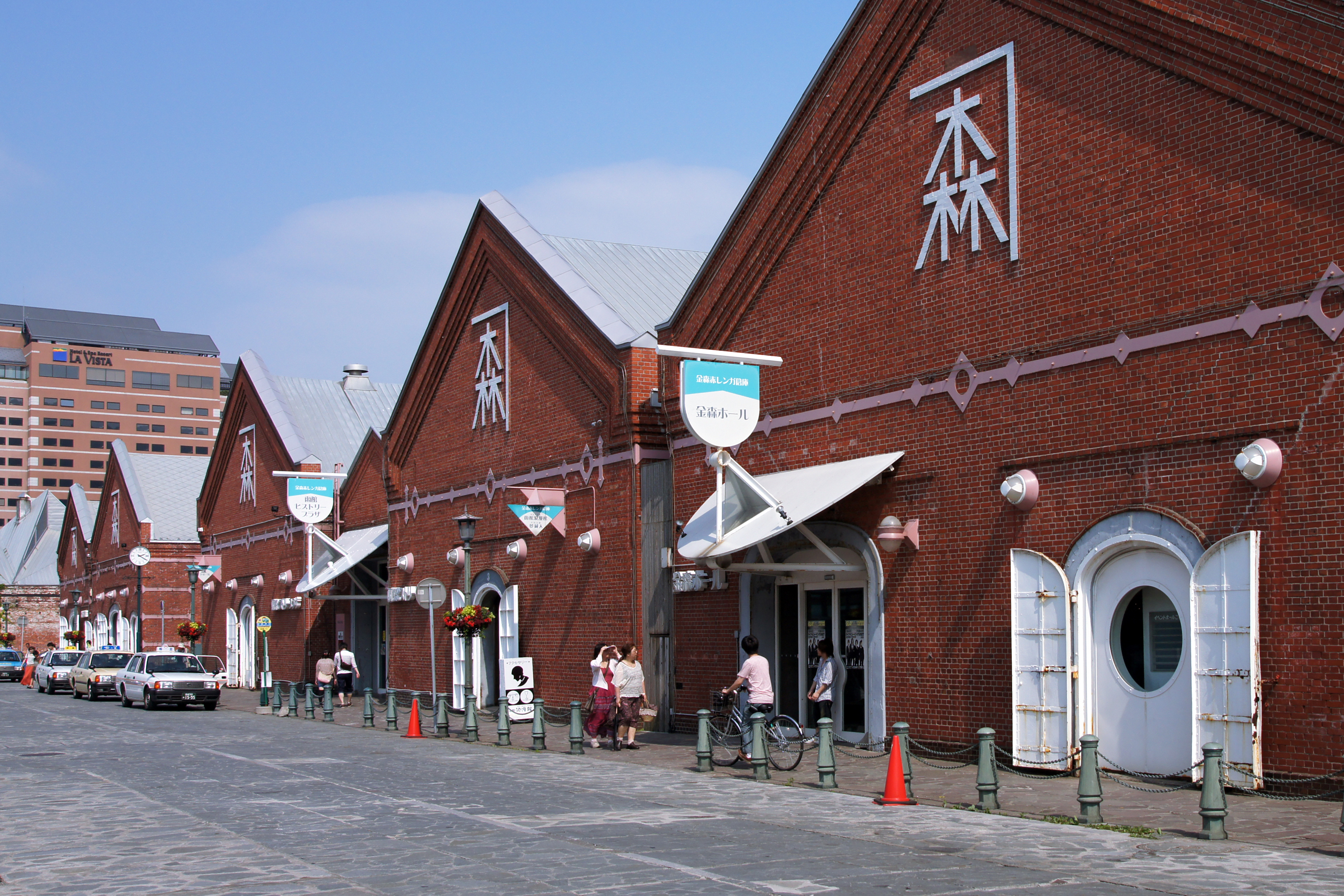
가네모리 붉은 벽돌 창고

가네모리 붉은 벽돌 창고(일본어: 金森赤レンガ倉庫)는 일본 홋카이도 하코다테시에 있는 붉은 벽돌 창고이다. 현재는 쇼핑몰과 비어홀 레스토랑이 있는 관광지이다. 이 지역 일대는 중요 전통적 건조물군 보존지구, 거리 풍경은 홋카이도 유산으로 선정되어 있다.